# Wydawnictwo Kwadratura
Wydawnictwo Kwadratura – polskie wydawnictwo działające przy Łódzkim Domu Kultury. Specjalizuje się w polskiej poezji współczesnej. Wśród autorów wydanych książek są m.in.: Anna Adamowicz, Kacper Bartczak, Tomasz Dalasiński, Artur Fryz, Magdalena Gałkowska, Rafał Gawin, Izabela Kawczyńska, Robert Miniak, Anna Mochalska, Przemysław Owczarek, Kacper Płusa, Teresa Radziewicz, Marcin Zegadło. Redaktorem naczelnym wydawnictwa jest Piotr Grobliński.

## Nagrody i wyróżnienia dla wydanych książek
- wyróżnienie w V Ogólnopolskim Konkursie Literackim „Złoty Środek Poezji” 2009 na najlepszy poetycki debiut książkowy roku: Krzysztof Kleszcz – ę[2]
- nominacja do Nagrody Literackiej Gdynia 2010 w kategorii poezja: Przemysław Owczarek – Cyclist[3]
- Nagroda im. Kazimiery Iłłakowiczówny 2012 za najlepszy książkowy debiut poetycki roku: Kacper Płusa – Ze skraju i ze światła[4]
- wyróżnienie w IX Ogólnopolskim Konkursie Literackim „Złoty Środek Poezji” 2013 na najlepszy poetycki debiut książkowy roku: Kacper Płusa – Ze skraju i ze światła[5]
- nominacja w IX Ogólnopolskim Konkursie Literackim „Złoty Środek Poezji” 2013 na najlepszy poetycki debiut książkowy roku: Grzegorz Ryczywolski – Wiosenne porządki[5]
- nominacja do Nagrody Literackiej Gdynia 2013 w kategorii poezja: Kacper Płusa – Ze skraju i ze światła[6]
- nominacja do Nagrody Literackiej Gdynia 2017 w kategorii poezja: Anna Adamowicz – Wątpia[7]
- nominacja do Orfeusza – Nagrody Poetyckiej Nim. Konstantego Ildefonsa Gałczyńskiego 2019: Anna Mochalska – Same głosy[8]
- Lubuski Wawrzyn Literacki 2019 w kategorii poezja: Marek Lobo Wojciechowski, Dzień kreta[9]